# Horlești
Horlești is een Roemeense gemeente in het district Iași.
Horlești telt 2958 inwoners.